# Maricla Boggio
Maria Clara Boggio detta Maricla (Torino, 11 dicembre 1937) è una scrittrice, drammaturga e giornalista italiana.

## Biografia
Maricla Boggio si laurea in giurisprudenza all'Università di Torino dove frequenta gli insegnamenti di Norberto Bobbio, Giovanni Conso, Luigi Firpo.
Durante gli anni Sessanta segue i grandi maestri come Giorgio Strehler e Paolo Grassi al Piccolo Teatro (Milano) e Jacques Lecoq. Entra all'Accademia Nazionale d'Arte Drammatica “Silvio D'Amico”. Nel 1966 si diploma in regia con Orazio Costa da cui apprende il Metodo Mimico.
Sin dagli esordi la sua produzione teatrale è orientata da un forte impegno politico/sociale e da un grande interesse antropologico per il diverso. Infatti già nel 1969 è regista e autrice insieme a Franco Cuomo di "Santa Maria dei Battuti, rapporto sulla istituzione psichiatrica e sua negazione in quindici misteri", rappresentazione teatrale delle vessazioni e degli abusi nell'ambito dell'istituzione psichiatrica nove anni prima della Legge Basaglia.
(Maricla Boggio, prefazione a "Santa Maria dei Battuti, rapporto sulla istituzione psichiatrica e sua negazione in quindici misteri")
Sempre con Franco Cuomo, all'inizio degli anni Settanta, è autrice e regista di Compagno Gramsci, Passione 1514 e Egloga, presentata alla Biennale di Venezia nel 1972.
Nel 1973 fonda a Roma, insieme a Dacia Maraini e Edith Bruck, il Teatro femminista della Maddalena.
La sua produzione teatrale, tra gli anni Settanta e Ottanta, si concentra fortemente sulla condizione femminile, su situazioni di disagio sociale nelle periferie e sul problema della tossicodipendenza. Scrive infatti in quegli anni Marisa della Magliana (che diventa il primo telefilm femminista, produzione RAI), Anna Kuliscioff – Con gli scritti di Anna Kuliscioff sulla condizione della donna, Fedra, La monaca portoghese, Medea, Mamma eroina, Donne di spade, Anita Garibaldi - L'ultimo sogno di Anita Ribeiro sposata Garibaldi e Schegge: vite di quartiere, opera andata in scena al Teatro di Roma con la regia di Andrea Camilleri.
Nel 1990, con la regia di Ugo Gregoretti, presenta al festival Taormina Arte Maria dell'angelo. L'opera si ispira alla figura reale della mistica calabrese Natuzza Evolo, su cui Maricla Boggio, con la consulenza antropologica e la presenza in video di Luigi Maria Lombardi Satriani, ha girato un film di novanta minuti per la RAI. Sempre insieme a Luigi Maria Lombardi Satriani, pubblica alcuni saggi e documentari di argomento antropologico: Come una ladra a lampo - Madonna della Milicia, Natuzza – Il dolore e la parola.
Scrive testi teatrali sulle figure di filosofi quali Jean-Paul Sartre ("Ritratto di Sartre da giovane"), Agostino d'Ippona ("Il tempo di Agostino" con una lettera del Cardinale Carlo Maria Martini). Altri testi di sfondo teologico e religioso: "Abelardo Eloisa Eloim - storia d'amore e teologia", tratto dalla storia di Abelardo ed Eloisa, “Il volto velato”, ispirato alla figura di Santa Teresa di Lisieux, "Humanae via crucis". Altri testi riguardano la lotta alla mafia ("Gardenia"), la guerra ("Spax", "La sentenza"), il tema dell'Olocausto (Racconto di maggio).
Nel 1991 fonda l'associazione "Isabella Andreini comica gelosa," in cui sono riunite, donne impegnate in ruoli diversi del mondo teatrale: autrici, attrici, registe, studiose e operatrici teatrali. La figura di Isabella Andreini, attrice e autrice di grande fama del XVI secolo, viene scelta a rappresentare l'associazione, le cui iscritte vengono definite "Isabelle."
Durante gli anni Novanta la sua produzione è fortemente caratterizzata dal problema dell'AIDS. Maricla Boggio dedica a questa tematica testi per il teatro ("Laica Rappresentazione", "Una moglie - i mesi incantati"), un saggio ("Il volto dell'altro – aids e immaginario"), scritto con Luigi Maria Lombardi Satriani e Francisco Mele, e un film per la RAI ("Storie dallo Spallanzani").
Nel 2004 rappresenta a Roma, nella Sala Consiliare del Campidoglio, “Matteotti, l'ultimo discorso”, con il quale si aggiudica il Premio Giacomo Matteotti. Tale riconoscimento le viene assegnato per la seconda volta nel 2011 quando "La Merlin", opera che mette in scena il dibattito sulla legge sull'abolizione delle case chiuse, proposta da Lina Merlin, viene premiata dalla Presidenza del Consiglio dei Ministri nella sezione "Opere letterarie e teatrali".
Dal 2007 è direttore editoriale della rivista teatrale "Ridotto" e collabora con la rivista "Inscena".
Nel 2016 torna in scena Caracciolo con la regia di Fortunato Calvino.
È iscritta all'Albo d'Oro dell'Accademia Nazionale d'Arte Drammatica “Silvio D'Amico” dove insegna scrittura drammaturgica per il teatro.
È sposata con il criminologo e psicoterapeuta Francisco Mele.

## Opere

### Testi teatrali
- Santa Maria dei Battuti - rapporto sull'istituzione psichiatrica e sua negazione (1969)
- Compagno Gramsci (1972)
- Passione 1514 (1972)
- Egloga (1972)
- Marisa della Magliana (1973)
- Anna Kuliscioff – con gli scritti di Anna Kuliscioff sulla condizione della donna (1977)
- Antigone  (1978)
- Fedra (1979)
- La monaca portoghese (1980)
- Medea (1981)
- Mamma eroina (1983)
- Donne di spade (1984)
- Medea, Amor de uma mulher (1984)
- Il teatrino di Don Candeloro (1987)
- Rosa Delly (1987)
- Una vita storta (1988)
- Storia di niente (1988)
- Olimpia Teresa Carlotta – la Rivoluzione condanna tre cittadine (1989)
- Ritratto di Sartre da giovane (1989)
- Schegge – vite di quartiere (1989)
- Maria dell'angelo (1990)
- Anita Garibaldi - l'ultimo sogno di Anita Ribeiro sposata Garibaldi (1990)
- Lo sguardo di Orfeo (1992)
- Laica rappresentazione (1992)
- Madrefiglia - E parlavo alle bambole (1993)
- Abelardo ad Eloisa Eloisa ad Abelardo (1994)
- Una moglie - i mesi incantati (1994)
- Il tempo di Agostino (1994)
- La pura nudità (1997)
- Abelardo Eloisa Eloim - storia d'amore e teologia (1997)
- La religieuse portugaise (La monaca portoghese) (1997)
- Caracciolo (1999)
- Il volto velato (2000)
- La stagione dei disinganni - Alfieri a Parigi incontra Goldoni e sogna Gobetti (2001)
- Doppiaggio (2002)
- D'Annunzio mondano (2003)
- Le nozze di Krecinskij (2003)
- Abelardo ed Eloisa duetto (2003)
- Spax (2004)
- Matteotti, l'ultimo discorso (2004)
- La sorpresa di Natale (2005)
- Pirandello - Abba, frammenti (2006)
- Confiteor - Agostino novem confessiones (2006)
- Troadi (2006)
- Humanae via crucis (2007)
- La stagione dei disinganni - Alfieri a Parigi incontra Goldoni e sogna Gobetti (2007)
- Guidogozzano (2007)
- Sibilla (2007)
- Maria Urtica – un'infanzia nel ‘45 (2008)
- La Merlin (2009)
- Dalle sbarre alla luce (2009)
- Ruggeri, lo sguardo invisibile (2009)
- Ritratto di Sartre da giovane (2009)
- Kuliscioff (2009)
- La sentenza (2010)
- A freira Portuguesa (La monaca portoghese) (2010)
- Santa Maria dei Battuti rapporto sull'istituzione psichiatrica e sua negazione (2010)
- Il racconto di maggio (2011)
- Cavour, l'amore e l'Opera incompiuta (2011)
- Scena Prima (2011)
- L'anima tragica (2012)
- Olimpia de Gouges (2013)
- Barboni. Favola metropolitana (2013)
- Machiavelli, moderno principe (2013)
- Aung San Suu Kyi (2014)
- Aleida e il Che. L'amore in tempo della rivoluzione (2014)
- Filomena - studio per Filumena Marturano (2015)
- Memnon - Giulia Balbilla e la voce magica (2015)
- Caracciolo (2016)
- Assoli contro la mafia - volume secondo (2016)
- Il sogno di Nietzsche (2017)
- Nun si parti! (2017)
- Serao (2018)
- Eltongion (2018)
- Orfi di Sicilia. Omaggio ed esorcismo a Giovanni Falcone (2018)

### Saggi sul teatro
- Sporcarsi le mani – cinque serate con i critici di teatro (1974)
- Per un teatro nel meridione vol.II (1976)
- Per un teatro nel meridione vol.I (1975)
- Il teatro in Sardegna per un teatro nel meridione (1983)
- Il corpo creativo – la parola e il gesto in Orazio Costa (2001)
- Le Isabelle – dal Teatro della Maddalena alla Isabella Andreini (2002)
- Mistero e teatro – Orazio Costa, regia e pedagogia (2004)
- Orazio Costa maestro di teatro (2007)
- Orazio Costa prova Amleto (2008)
- Convegno Colloquio internazionale Pasolini e Brancati - Ambiguità intellettuali “Brancati e il suo "Doppio" (2009)
- Vita di Regina. Regina Bianchi si racconta, ediz. Rai-Eri (2012).
- Lezioni di drammaturgia. La locandiera di Goldoni (2014)
- "Lezioni di drammaturgia - Anton Čhecov Zio Vanja" (2015)
- "Lezioni di drammaturgia - William Shakespeare Sogno di una notte di mezza estate" (2016)

### Traduzioni di testi teatrali
- Filottete, di Sofocle (2004)
- Troadi, di Euripide (2006)

### Narrativa
- Ragazza madre (1974)
- Storie e luoghi segreti del Piemonte (1984)
- La Nara – una donna dentro la storia
- Farsi male (2001)
- Maria Urtica – un'infanzia nel ‘45 (2004)
- Ogni sera della vita (2014)
- "DOMINOT – racconto confidenziale di un artista en travesti"

Autore: Maricla Boggio, con i saggi di Luigi M. Lombardi Satriani e Francisco Mele
- Editore: Armando (2016)

### Saggistica
- Anna Kuliscioff – con gli scritti di Anna Kuliscioff sulla condizione della donna (1977)
- La monaca portoghese – cinque lettere d'amore (1980)
- Anna Kuliscioff – la questione femminile e altri scritti (1981)
- Farsi uomo – oltre la droga (1981)
- L'assenza del presente – storia di una comunità marginale (1981)
- La casa dei sentimenti – itinerario per uscire dalla droga (1982)
- Il volto dell'altro – aids e immaginario (con Luigi M. Lombardi Satriani e Francisco Mele, 1995)
- Come una ladra a lampo–Madonna della Milicia, sacro e profano (con Giuseppe Bucaro e Luigi M. Satriani, 1996)
- Natuzza – il dolore e la parola (con Luigi M. Lombardi Satriani, 2006)
- Il disincanto – le patologie dell'abbondanza in una comunità terapeutica per doppia diagnosi (con Raffaella Bortino e Francisco Mele, 2006)
- San Gennaro - Viaggio nell'identità napoletana”di Maricla Boggio e Luigi M.Lombardi Satriani; Armando editore (2015)

### Filmografia
- Marisa della Magliana – documentario (1976)
- Rocco Scotellaro – film TV, sceneggiatura (1978)
- Sono arrivati quattro fratelli – documentario (1979)
- L'assenza del presente – documentario (1981)
- Farsi uomo oltre la droga – documentario (1982)
- Natuzza Evolo – documentario (1985)
- L'uomo e l'attore Firenze, il MIM – documentario (1985)
- L'uomo e l'attore Bari I, la Scuola di Espressione ed Interpretazione scenica – documentario (1985)
- L'uomo e l'attore Bari II, la Scuola di Espressione ed Interpretazione scenica – documentario (1985)
- L'uomo e l'attore Roma - Taormina, dal metodo mimico allo spettacolo – documentario (1985)
- L'uomo e l'attore - Orazio Costa, lezioni di teatro – documentario (1987)
- Come una ladra a lampo. La Madonna della Milicia. Sacro e profano – documentario (1991)
- Storie dallo Spallanzani – documentario (1992)
- Orazio Costa prova Amleto – documentario (2008)
- San Gennaro - Viaggio nell'identità napoletana – documentario (2014)

## Premi vinti
- Premio IDI 1978, “La monaca portoghese”
- Premio IDI 1987, “Rosa Delly”, regia di Ugo Gregoretti
- Premio IDI 1989, “Schegge – vite di quartiere”, regia di Andrea Camilleri
- Premio Giacomo Matteotti 2004, “Matteotti, l'ultimo discorso”
- Premio Fondi La Pastora, “La monaca portoghese”
- Premio Giuseppe Fava, “Schegge-vite di quartiere”
- Premio Candoni, “Storia di niente”
- Premio Studio 12, “Gardenia – sette giornate e un tramonto”
- Premio Giacomo Matteotti VII edizione (ex aequo) , 2011, “La Merlin”